# Усть-Умальта
Усть-Умальта — исчезнувший населённый пункт в Хабаровском крае, на территории современного Верхнебуреинского района.
В советские годы в селе находилось управление одного из лагерей ГУЛаг — Умальтлага.

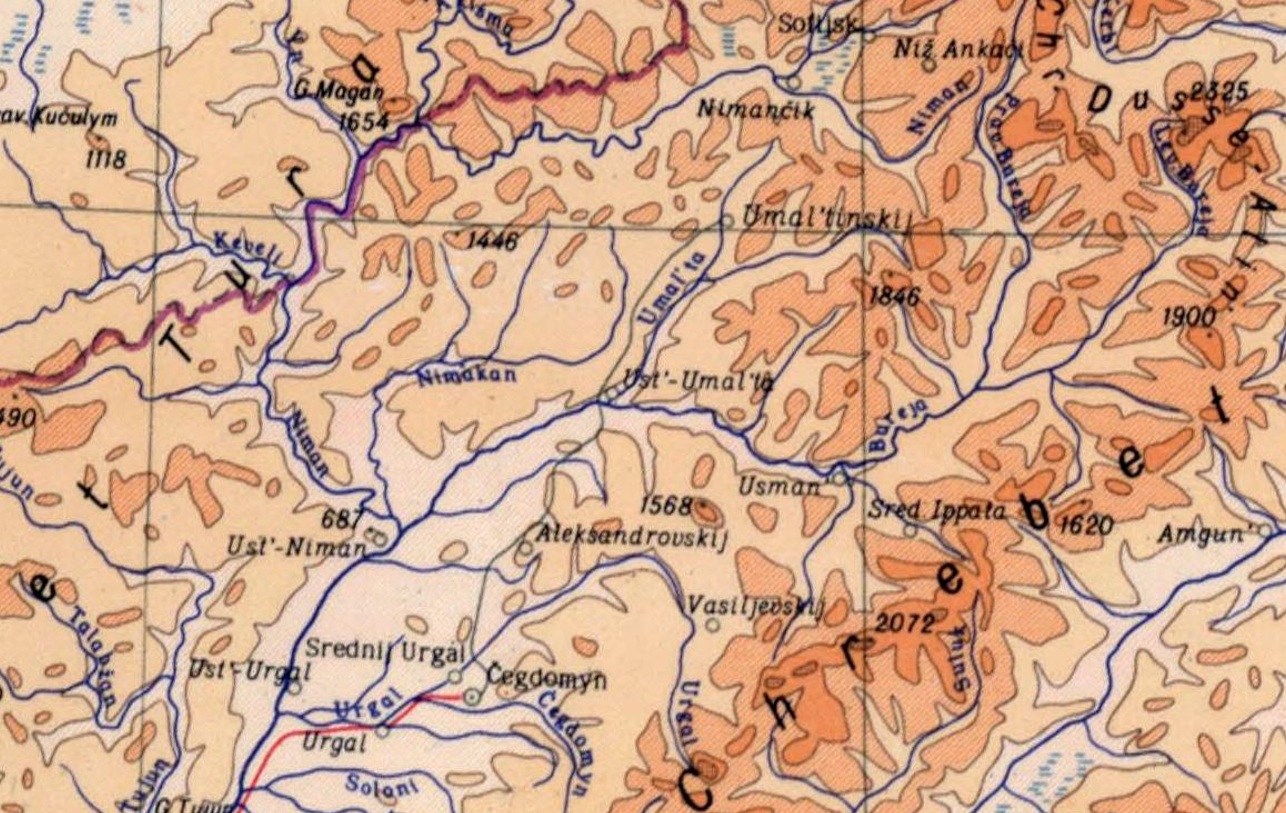
с. Усть-Умальта

Метеостанция в Усть-Умальте входит в зону влияния Бурейского водохранилища.
1 марта 2000 года  Постановлением № 767 Законодательной Думы Хабаровского края исключен
из учетных данных административно-территориального устройства — п. Усть-Умальта.